# Cyphomyia albitarsis
Cyphomyia albitarsis är en tvåvingeart som först beskrevs av Fabricius 1805.  Cyphomyia albitarsis ingår i släktet Cyphomyia och familjen vapenflugor. Inga underarter finns listade i Catalogue of Life.